# Inndia
«Inndia» (estilizado como «INNdiA») es una canción grabada por la cantante rumana Inna para su tercer álbum de estudio, Party Never Ends (2013). Fue lanzado el 11 de octubre de 2012 a través de Roton y cuenta con la participación del trío rumano Play & Win. La canción fue escrita por Sebastian Barac, Radu Bolfea, Marcel Botezan y Joddie Connor, mientras que la producción estuvo a cargo de los tres primeros bajo el nombre de Play & Win. «Inndia» es una canción house con influencia árabe y oriental acompañada con acordes de guitarra y voces masculinas que complementan a Inna.
La recepción fue variada, con un crítico tildando a la pista como «pasable», mientras que otro la incluyó como una de las mejores canciones de la artista. Para su promoción, un video musical filmado por Edward Aninaru fue subido al canal oficial de Inna en YouTube el 19 de septiembre de 2012. Muestra a la cantante ayudando a una estríper a escapar de su agresivo jefe en un club. Muchos críticos notaron la inclusión del lesbianismo en el videoclip. La cantante también presentó la canción en varios conciertos alrededor del mundo. Comercialmente, «Inndia» alcanzó el puesto número diez en Rumania.

## Antecedentes y lanzamiento
«Inndia» fue escrita por Sebastian Barac, Radu Bolfea, Marcel Botezan y Joddie Connor, mientras que la producción estuvo a cargo de los tres primeros con el nombre de Play & Win. El trío también fue acreditado como artista invitado en la pista. La canción estuvo disponible para su descarga digital el 11 de octubre de 2012 por Roton, con seis remezclas junto con la pista original. La portada de la canción se dio a conocer en septiembre de 2012, con Alex del sitio web rumano Urban.ro señalando que Inna se veía «sexy y exótica» en ella.

## Composición y recepción
Un editor del sitio web italiano RnB Junk escribió que «Inndia» era una canción house «de estilo oriental», señalando que su título coincidía con su estilo. Afirmó además que la canción presentaba elementos que la cantante no abordó en su material anterior. Alin de Urban.ro también pensó que la pista tenía un nuevo estilo en comparación con el trabajo anterior de Inna, destacando influencias árabes, acordes de guitarra y voces masculinas que complementan a la cantante. Reagan Gavin Rasquinha, de The Times of India, escribió: «a pesar del título, [la pista] no tiene nada que ver con el subcontinente, en caso de que te lo preguntes». Según Urban.ro, «Inndia» se refiere al nombre de una mujer que está representada en el video musical.
Tras su lanzamiento, la canción ha recibido reseñas variadas por parte de los críticos de música. Un editor de Pro FM incluyó la pista en su lista de «16 éxitos con los que Inna ha hecho historia». Gavin Rasquinha, de The Times of India, dijo que «Inndia» era «otra pista pasable dentro del álbum con un sonido tramposo». Comercialmente, la canción alcanzó el número diez en el Airplay 100 de Rumania el 21 de enero de 2012, convirtiéndose en su novena pista en alcanzar el top 10 en su país.

## Promoción
Un video musical de acompañamiento para «Inndia» fue filmado por Edward Aninaru, y fue subido al canal oficial de Inna en YouTube el 19 de septiembre de 2012. Fue precedido por un video lírico lanzado el 28 de junio de 2012 en la misma plataforma. Comienza con una mujer fumando y estríperes bailando en un club. Inna entra en el edificio y se sienta en el bar para iniciar una conversación con la camarera. Posteriormente, se ve a la cantante bailando para un caballero. Más adelante, ella cuida a una estríper femenina llamada «Inndia» con una cicatriz en la cara, que se sienta en una bañera junto a ella. Inna también observa en secreto cómo Inndia es golpeada por su jefe en otra escena. Ambas logran escapar de la habitación respectiva después de que Inna rompe un vaso sobre la cabeza del hombre. Posteriormente, entran en el club donde la cantante baila frente a una gran multitud junto con otras mujeres. Inndia se ve poco después sentada en un sofá con otras dos chicas, que escriben las palabras «rock» y «party» en su piel con delineador de ojos. Otras escenas muestran a Inna vistiendo lencería negra en una cama con una mujer vestida de manera similar.
El video fue bien recibido por los críticos. Fabien Eckert de 20 minutes escribió que era «atractivo para la audiencia masculina», notando la apariencia «exótica» de Inna. Un editor de RnB Junk dijo que la cantante mostró «su atractivo físico», y pensó que «este video hará felices a los fanáticos [masculinos] de la cantante, ya que la audiencia femenina simplemente puede omitirlo». Edi, de Urban.ro, dijo que «Inndia» era la imagen visual más explícita y sensual de Inna, junto con las bailarinas semidesnudas. Además notó la inclusión del lesbianismo en el video, refiriéndose a la atención de Inna hacia la mujer llamada «Inndia». Haciendo eco de este pensamiento, el portal español Lesbicanarios lo incluyó en el número tres de su lista de «Los mejores videos musicales con lesbianas».
Inna interpretó una versión acústica de la canción en el patio de la casa de su abuela el 11 de septiembre de 2012, seguido por una aparición en la estación de radio rumana Kiss FM el 27 de noviembre. La cantante también actuó en vivo en el techo de un edificio en Estambul el 7 de diciembre como parte de la serie «Rock the Roof». Inna también cantó la canción en el Festival Alba celebrado en Alba Iulia, Rumania, y en el World Trade Center Ciudad de México. En diciembre de 2018, Inna interpretó «Inndia» en O Ses Türkiye.

## Formatos
- Descarga digital[2]

1. «Inndia» (feat. Play & Win) [Radio Edit] – 3:37
2. «Inndia» (feat. Play & Win) [Ciprian Robu Dubstep Remix] – 3:13
3. «Inndia» (feat. Play & Win) [DJ Turtle Remix Radio Edit] – 3:52
4. «Inndia» (feat. Play & Win) [DJ Turtle Remix] – 5:23
5. «Inndia» (feat. Play & Win) [Fork'n'Knife Remix] – 5:35
6. «Inndia» (feat. Play & Win) [Salvatore Ganacci Remix] – 3:48
7. «Inndia» (feat. Play & Win) [Tony Zampa Mix] – 5:00

## Personal
Créditos adaptados de las notas de Party Never Ends.
- Inna – voz principal
- Sebastian Barac – compositor y productor
- Radu Bolfea – compositor y productor
- Marcel Botezan – compositor y productor
- Joddie Connor – compositor

## Posicionamiento en listas
| Rumania | Airplay 100 | 10 |

## Historial de lanzamiento
| Región         | Fecha                 | Formato          | Discográfica |
| -------------- | --------------------- | ---------------- | ------------ |
| Rumania        | 11 de octubre de 2012 | Descarga digital | Roton        |
| Estados Unidos | 11 de octubre de 2012 | Descarga digital | Roton        |
| Italia         | 26 de octubre de 2012 | Descarga digital | Ego          |